# David Kushner

David Kushner live (2022)

David Alan Kushner II (* 6. September 2000 in Chicago) ist ein US-amerikanischer Singer-Songwriter.

## Leben
David Kushner wurde am 6. September 2000 geboren und wuchs in einem Vorort von Chicago auf. Nach der 12. Klasse brachte er sich das Gitarrenspielen selbst bei und begann Songs zu schreiben. Unter der Anleitung eines Vocal Coaches wurde er professioneller Musiker. Er begann einen Bariton-Gesangsstil zu entwickeln und spielte Indie-Folk. Seine Musik veröffentlichte er zunächst auf TikTok, wo Miserable Man viral ging. Das Lied erreichte Chart-Platzierungen auf der ganzen Welt. Es folgte Mr. Forgettable, das ebenfalls erfolgreich wurde.
Am 16. September 2022 erschien seine erste EP Footprints I Found, die er independent veröffentlichte. Anschließend arbeitete er an seinem Debütalbum. Am 14. April 2023 erschien mit Daylight seiner ersten Single daraus, die ein weltweiter Hit wurde. Kushner kreierte dazu einen TikTok-Trend namens „You look happier; what happened?“, bei dem zunächst der TikTok-Nutzer mit lächelndem Gesicht gezeigt wird, anschließend folgt oben genannte Frage, worauf die Kamera zum jeweiligen Partner umschwingt, der damit der Grund für das Glück ist.
Am 30. August 2024 hat David Kushner sein Debüt-Album "The Dichotomy" veröffentlicht, mit insgesamt 17 Songs, darunter auch "Daylight". Im Herbst desselben Jahres steht zudem seine "The Dichotomy Tour" an, bei der er in zahlreichen Städten in Nordamerika auftritt.
2025 setzt er seine "The Dichotomy Tour" in Europa fort, wo er über einen Monat lang in zahlreichen Städten Europas Auftritt.
Am 14. Februar 2025 veröffentlichte er seine zweite Ep "20 years from now", mit insgesamt 7 Liedern, die jeweils sehr persönliche sind.
Kushner ist Christ und mit der Influencerin Nicole Mitchell. in einer Beziehung. Zusammen wohnen sie in Nashville, Tennessee. Davor haben beide in Los Angeles gewohnt. Seine Religion prägt seine Texte maßgeblich.

## Diskografie
Studioalben

| Jahr | Titel Musiklabel                          | Höchstplatzierung, Gesamtwochen, AuszeichnungChartplatzierungen (Jahr, Titel, Musiklabel, Platzierungen, Wochen, Auszeichnungen, Anmerkungen) | Höchstplatzierung, Gesamtwochen, AuszeichnungChartplatzierungen (Jahr, Titel, Musiklabel, Platzierungen, Wochen, Auszeichnungen, Anmerkungen) | Höchstplatzierung, Gesamtwochen, AuszeichnungChartplatzierungen (Jahr, Titel, Musiklabel, Platzierungen, Wochen, Auszeichnungen, Anmerkungen) | Höchstplatzierung, Gesamtwochen, AuszeichnungChartplatzierungen (Jahr, Titel, Musiklabel, Platzierungen, Wochen, Auszeichnungen, Anmerkungen) | Höchstplatzierung, Gesamtwochen, AuszeichnungChartplatzierungen (Jahr, Titel, Musiklabel, Platzierungen, Wochen, Auszeichnungen, Anmerkungen) | Anmerkungen                                              |
| Jahr | Titel Musiklabel                          | DE | AT | CH | UK | US | Anmerkungen                                              |
| ---- | ----------------------------------------- | --- | --- | --- | --- | --- | -------------------------------------------------------- |
| 2024 | The Dichotomy Miserable Music Group (MMG) | DE56 (1 Wo.)DE | AT72 (1 Wo.)AT | CH55 (1 Wo.)CH | UK74 (1 Wo.)UK | US146 (1 Wo.)US | Erstveröffentlichung: 30. August 2024 Verkäufe: + 40.000 |